# Sergei Gennadjewitsch Demjochin
Sergei Gennadjewitsch Demjochin (russisch Сергей Геннадьевич Демёхин, englisch Sergei Gennadievich Demekhine; * 30. März 1984 in Kursk, Russische SFSR, Sowjetunion) ist ein ehemaliger russischer Tennisspieler und heutiger -trainer.

## Karriere
Von 1998 bis 2002 war Demjochin auf der ITF Junior Tour aktiv. In der Ranglisten der Junioren kam er bis Platz 95.
Bei den Profis spielte Demjochin die meiste Zeit auf der drittklassigen ITF Future Tour. Dort kam er im Einzel viermal in ein Halbfinale, das einzige Endspiel, das er erreichte, nutzte er 2008 für seinen einzigen Einzeltitel. Im Doppel war er zwischen 2004 und 2008 bei acht Futures erfolgreich und stieg zwischenzeitlich 2005 bis auf Platz 438 der Weltrangliste, während er im Einzel nur einmal in den Top 700 stand. Auf der höher dotierten ATP Challenger Tour kam er bei keinem Turnier im Einzel oder Doppel über die zweite Runde hinaus. Nur zweimal kam Demjochin auf der ATP Tour zu einem Einsatz. 2005 und 2008 jeweils in Moskau im Doppel, wo er nur dank einer Wildcard spielte und zum Auftakt verlor. Auf September 2008 datieren seine letzten Turnierteilnahmen.
Nach seiner aktiven Zeit war er erfolgreicher Tennistrainer vorrangig für weibliche Landsleute. Zunächst nur Hitting-Partner für Wera Swonarjowa, stieg Demjochin 2010 zum Trainer der Russin auf und führte sie in zwei Grand-Slam-Finals sowie auf Platz 2 der Welt. Nach kurzen Beschäftigungen mit anderen Spielerinnen wie Margarita Betowa ab 2012, betreute er anschließend ab 2017 Weronika Kudermetowa, die er von einer Top-Juniorin zur Top 50 der Profis führte.

## Persönliches
Demjochin ist seit 2017 mit der russischen Spielerin Weronika Kudermetowa verheiratet, die er trainiert seit sie 15 war.
Neben dem Betätigungsfeld Tennis arbeitete Demjochin auch als Model für Abercrombie & Fitch, Armani und Rocco Barocco und lief über den Mailänder Laufsteg. Er wurde unter anderem von Bruce Weber fotografiert.